# Іжевськ (станція)
Іжевськ (рос. Ижевск) — залізнична станція на залізниці Іжевськ — Агриз Горьківської залізниці в Росії, основний вокзал Іжевського відділення. Розташована безпосередньо на території міста Іжевськ, Удмуртія.
Станція здійснює продаж пасажирських квитків, прийом та видача багажу, вантажні операції.

## Історія
Станція відкрита в серпні 1862 року. З самого початку заснування вона знаходилась за 1 км від сучасного місця і називалась Увинською. На сьогодні на місці старого вокзалу знаходиться вантажна станція. На сучасному місці вокзал відкритий у 1954 році, у 2009 році добудована будівля приміського вокзалу.